# Vulkanoidi
Vulkanoidi su hipotetska populacija asteroida koji orbitiraju oko Sunca u dinamički stabilnoj zoni unutar orbite planeta Merkura. Nazvani su po hipotetičkom planetu Vulkan, čije je postojanje osporeno 1915. godine pojavom opće teorije relativnosti. Do sada nisu otkriveni vulkanoidi, a još nije jasno postoje li uopće. 
Ako postoje, vulkanoidi bi lako mogli izbjeći otkrivanje, jer bi bili vrlo mali i blizu sjajnog sunca. Zbog blizine Sunca, pretraživanja sa zemlje mogu se obavljati samo tijekom sumraka ili pomračenja Sunca. Svi vulkanoidi moraju biti veliki između 100 metrara i 6 kilometara u promjeru i vjerojatno se nalaze u gotovo kružnim orbitama u blizini vanjskog ruba gravitacijski stabilne zone. 
Ako ih se pronađe, vulkanoidi mogu znanstvenicima pružiti materijal iz prvog razdoblja formiranja planeta, kao i uvid u uvjete koji su postojali u ranom Sunčevom sustavu. Iako je pronađeno da svaka druga gravitacijsko stabilna regija Sunčevog sustava sadrži objekte, negravitacijske sile (poput Yarkovskyevog efekta ) ili utjecaj planetne migracije u ranim fazama razvoja Sunčevog sustava možda su ispraznile ovo područje od bilo kojeg asteroida koji je možda bio tamo. 

## Povijest i promatranje
Nebeska tijela unutar orbite Merkura stoljećima se hipotezira i traži. Njemački astronom Christoph Scheiner smatrao je da je 1611. vidio mala tijela kako prolaze ispred Sunca, ali su se kasnije pokazala sunčanim pjegama. U 1850-ima, Urbain Le Verrier detaljno je izračunao Merkurovu orbitu i ustanovio malo odstupanje u zakretu perihela od predviđenih vrijednosti. Postulirao je da bi gravitacijski utjecaj malog planeta ili prstena asteroida unutar orbite Merkura objasnio odstupanje. Ubrzo nakon toga, amater astronom po imenu Edmond Lescarbault tvrdio je da je vidio predloženi Le Verrierov planet kako prolazi preko Suncem. Novi je planet brzo nazvan Vulkan, ali više nikada nije viđen, a anomalijsko ponašanje u Merkurovoj orbiti objašnjeno je Einsteinovom općom teorijom relativnosti 1915. godine. Vulkanoidi uzimaju svoje ime po ovoj hipotetskom planetu. Lescarbault je vjerojatno vidio još jednu sunčevu pjegu.
Vulkanoidi, ako postoje, su teško uočljivi zbog jakog svjetla obližnjeg Sunca, i zemaljska pretraživanja mogu se provesti samo u sumrak ili tijekom pomrčine Sunca U ranim 1900-ima provedeno je nekoliko pretraga za vrijeme pomrčina, koje nisu otkrile vulkanoide, a opažanja tijekom pomrčina ostaju uobičajena metoda pretraživanja. Konvencionalni teleskopi ne mogu se koristiti za njihovo traženje, jer obližnje Sunce može oštetiti njihovu optiku.
Godine 1998. astronomi su analizirali podatke iz SOHO-vog LASCO instrumenta, koji je komplet od tri koronagrafa. Podaci uzeti između siječnja i svibnja te godine nisu pokazali da su vulkanoidi svjetliji od magnitude 7. To odgovara promjeru od oko 60 kilometara, pod pretpostavkom da asteroidi imaju albedo sličan onome Merkura. Konkretno, isključen je veliki planetoid na udaljenosti od 0,18 AU, predviđen teorijom relativnosti skale.
Kasniji pokušaji otkrivanja vulkanoida koji su sudjelovali u uzimanju astronomske opreme iznad smetnji Zemljine atmosfere, do visina gdje je nebo tijekom sumraka tamnije i bistrije nego na tlu. Godine 2000. planetarni znanstvenik Alan Stern izvršio je istraživanja vulkanoidne zone pomoću špijunskog zrakoplova Lockheed U-2. Letovi su izvedeni na visini od 21,300 m tijekom sumraka. 2002. godine on i Dan Durda izvršili su slična promatranja na borbenom avionu F-18. Obavili su tri leta nad pustinjom Mojave na nadmorskoj visini od 15,000 m i obavio opažanja s Jugozapadnim univerzalnim sustavom za obradu slika.
Čak i na ovim visinama atmosfera je još uvijek prisutna i može ometati potragu za vulkanoidima. Godine 2004. pokušan je podorbitalni svemirski let kako bi se kamera postavila iznad Zemljine atmosfere. Raketa Black Brant lansirana je 16. siječnja iz White Sandasa u Novom Meksiku, noseći snažnu kameru pod nazivom VulCam, na desetominutnom letu. Ovaj let dosegao je nadmorsku visinu od 274,000 m i snimio preko 50.000 slika. Nijedna od slika nije sadržavala vulkanoide, ali bilo je tehničkih problema. 
Pretrage NASA-inih podataka svemirskih letjelica STEREO nisu uspjele otkriti nijedan vulkanoidni asteroid. Dvojbeno je da postoje vulkanoidi veći od 5.7 kilometara u promjeru.  
Svemirska sonda MESSENGER snimila je nekoliko slika vanjskih područja vulkanoidne zone; međutim, njezine su mogućnosti bile ograničene, jer su joj instrumenti morali biti usmjereni od Sunca svakovremeno kako bi se izbjegla šteta. Prije pada na Merkur 2015., međutim, MESSENGER nije uspio pružiti značajne dokaze o vulkanoidima. 

## Orbita
Vulkanoid je asteroid u stabilnoj orbiti s i manjom velikom poluosi od one od Merkura (tj. 0,387 AJ). To ne uključuje objekte poput blizusunčevih kometa, koji, iako imaju perihel unutar orbite Merkura, imaju daleko veće polu-glavne osi.  
Smatra se da vulkanoidi postoje u gravitacijski stabilnom pojasu unutar orbite Merkura, na udaljenosti od 0,06 – 0,21 AJ od Sunca. Otkriveno je da sva ostala slično stabilna područja Sunčevog sustava sadrže objekte, iako su negravitacijske sile poput tlaka elektromagnetskog zračenja, Poynting-Robertsonovog povlačenja i Yarkovskyevog efekta možda iscrpili vulkanoidno područje. Ne može biti više od 300 – 900 vulkanoida većih od 1 kilometra u radijusu koji je preostao, ako ih ima. Istraživanje iz 2020. pokazalo je da je YORP efekt dovoljno jak da uništi hipotetičke vulkanoide u radijusu veličine čak 100 km u vremenskim razmjerima daleko manjim od dobi Sunčevog sustava; Otkriveno je da bi se postojani vulkanoidni asteroidi neprekidno vrtjeli zbog YORP efekts sve dok se oni rotacijski ne raspali na manja tijela, što se događa opetovano sve dok krhotine nisu dovoljno male da bi ih Yarkovsky efekt istisnuo iz vulkanoidne regije; to bi objasnilo zašto nisu primijećeni vulkanoidi. Gravitacijska stabilnost vulkanoidne zone dijelom je posljedica činjenice da postoji samo jedan susjedni planet. U tom pogledu može se usporediti s Kuiperovim pojasom.  Vanjski rub vulkanoidne zone je približno udaljen 0,21 AJ od Sunca. Objekti udaljeniji od ovoga nestabilni su zbog interakcije s Merkurom i mogli bi se upasti u orbite koje prelaze Merkurovu orbitu u vremenskim razmjerima od 100 milijuna godina. Unutarnji rub nije oštro definiran: predmeti bliži 0,06 AJ su posebno osjetljivi na Poynting-Robertsonovo povlačenje i Yarkovskyev efekt,  pa čak i na 0,09  AJ vulkanoidi bi imali temperaturu od 1.000 K ili više, što je dovoljno vruće da isparavanje stijena postane ograničavajući faktor u njihovom vijeku trajanja.
Najveći mogući volumen vulkanoidne zone vrlo je mali u odnosu na asteroidni pojas. Sudari između objekata u vulkanoidnoj zoni bili bi česti i visoko energični, te bi vodili ka uništavanju objekata. Najpovoljnije mjesto za vulkanoide vjerojatno je u kružnim orbitama u blizini vanjskog ruba vulkanoidne zone. Vulkanoidi vjerojatno neće imati nagib veći od oko 10° prema ekliptici. Merkurovi trojanci, asteroidi zarobljeni u Merkurovim Lagrangeovim točkama također su mogući.

## Fizičke karakteristike
Bilo koji vulkanoidi koji postoje moraju biti relativno mali. Prethodna pretraživanja, posebno iz svemirskih letjelica STEREO, isključuju asteroide veće od 6 kilometara u promjeru. Minimalna veličina je oko 100 metara; čestice manje od 0,2 µm snažno odbijaju pritisak zračenja i predmete manje od 70 m bi bili povučeni u Sunce Poynting-Robertsonovim povlačenjem. Između ovih gornjih i donjih granica, populacija asteroida između 1 kilometra i 6 kilometara u promjeru se smatra mogućom. Bili bi dovoljno topli da bi isijavali crvenu svjetlost.
Smatra se da bi vulkanoidi bili vrlo bogati elementima s visokom talištem, poput željeza i nikla. Oni vjerojatno neće posjedovati regolit, jer se takav fragmentirani materijal brže zagrijava i hladi, a na njega utječe jači efekt Yarkovsky, nego čvrsta stijena. Vulkanoidi su vjerojatno slični Merkuru u boji i albedu a mogu sadržavati i materijal preostao iz najranijih faza formiranja Sunčevog sustava.
Postoje dokazi da je Merkur pogodio veliki objekt relativno kasno u svom razvoju, sudar koji je oduzeo veći dio Merkurove kore i plašta i objašnjavao bi tankost Merkurovog plašta u odnosu na plaštove drugih stjenovitih planeta. Ako se takav udar dogodio, velik dio rezultirajućeg krhotina još uvijek može stajati u orbiti oko Sunca u vulkanoidnoj zoni.

## Značaj
Vulkanoidi, kao potpuno nova klasa nebeskih tijela, sami bi bili zanimljivi ali otkrivanje postojanja bi ili ne bi donijelo uvid u stvaranje i razvoj Sunčevog sustava. Ako postoje, mogli bi sadržavati materijal koji je preostao iz najranijeg razdoblja formiranja planeta, i pomoći u određivanju uvjeta pod kojima su se formirali stjenoviti planeti, posebno Merkur. Konkretno, ako su vulkanoidi postojali ili su postojali u prošlosti, oni bi predstavljali dodatnu populaciju udaraca koji nisu zahvatili nijedan drugi planet osim Merkura, čineći da površina tog planeta izgleda starija nego što zapravo jest. Ako se ustanovi da vulkanoidi ne postoje, to bi postavilo drugačija ograničenja formiranja planeta i sugeriralo da su u unutarnjem Sunčevom sustavu na djelu i drugi procesi, poput planetarne migracije koja čisti područje.